# Sultanat du Bengale
Pour les articles homonymes, voir Bengale (homonymie).
 (octobre 2017).
Si vous disposez d'ouvrages ou d'articles de référence ou si vous connaissez des sites web de qualité traitant du thème abordé ici, merci de compléter l'article en donnant les références utiles à sa vérifiabilité et en les liant à la section « Notes et références ».
1352–1576
Le sultanat du Bengale (bengali : বাংলা সালতানাত ; translittération ISO 15919 : bānlā sālatānāta) ou Bangalah, qui commence en 1352 et dure jusqu'à 1576, est une entité territoriale créée par Shamsuddin Ilyas Shah (ou Chamssoudine). Celui-ci y installe la dynastie Ilyâs Shâhî qui y règne de 1339 (avant la création du Sultanat) à 1415 puis de 1437 à 1487. Elle est interrompue entre 1415 et 1437 par la parenthèse de la dynastie hindoue Ganesha, des propriétaires terriens qui s'emparent du pouvoir porté par le mécontentement dû à la mise à l'écart des hindous par le pouvoir musulman.
L'Empire moghol (1526 — 1857) le remplace à sa chute.